# Kaluchua
Kaluchua est un terme inventé en 1952 par le biologiste japonais Kinji Imanishi pour désigner la transmission d’un savoir chez les animaux qui ne passe pas par la génétique mais par la découverte et l’apprentissage, soit une forme de culture animale.
Ceci découle des observations de Kinji Imanishi et de son équipe sur une troupe de macaques qui découvrent qu’ils peuvent nettoyer dans l’eau de mer des pommes de terre qui leur sont apportées. Cette habitude se transmet dans le groupe de proche en proche. Kinji Imanishi est le premier scientifique à proposer cette notion de transmission du savoir animal par la culture et fabrique le néologisme « Kaluchua » à partir de la prononciation japonaise du mot anglais culture.